# Parafia św. Piotra Apostoła w Międzyzdrojach
Parafia pw. św. Piotra Apostoła w Międzyzdrojach – parafia rzymskokatolicka należąca do dekanatu Świnoujście, archidiecezji szczecińsko-kamieńskiej, metropolii szczecińsko-kamieńskiej Kościoła rzymskokatolickiego.

## Miejsca święte

### Kościoły filialne i kaplice
- Kaplica pw. Najświętszej Maryi Panny „Stella Matutina” („Gwiazda Zaranna”) w Międzyzdrojach[1]

Stella Matutina (łac. Gwiazda Zaranna) – ośrodek duszpasterski obejmujący kilka sąsiednich budynków przy ul. Krótkiej 5, z 1902, kaplica pw. Matki Boskiej Uzdrowicielki Chorych, dawne katolickie hospicjum, wzniesione ze składek letników – katolików, między innymi Polaków. Przed 1945, kaplica była jedynym katolickim domem modlitwy na całej wyspie Wolin. Do 1951 była filią parafii NMP Gwiazdy Morza w Świnoujściu. Obecnie jest kaplicą rektorską. Od początku powstania ośrodek jest prowadzony przez siostry boromeuszki. Architektura budynku dostosowana do charakteru miejscowości, o obecności kaplicy świadczą duże okna od strony zachodniej.

## Inne budowle parafialne i obiekty małej architektury sakralnej

### Plebania
Plebania przy kościele, ul. Lipowa 2, okazały pensjonat, z 1910, o tradycyjnie klasycznym wystroju, w szczycie ryzalitu ukoronowana dziewczęca główka.